# Guillaume-René Meignan

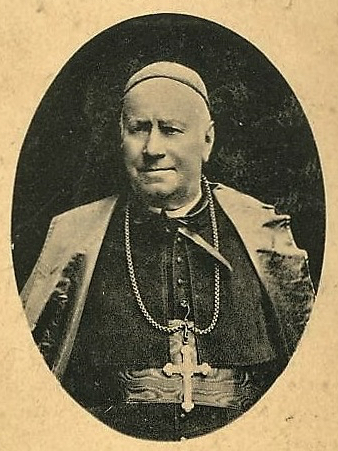
Guillaume-René Kardinal Meignan (1896)

Wappen von Guillaume René Meignan

Guillaume-René Meignan (* 12. April 1817 in Chauvigné, Frankreich; † 20. Januar 1896 in Tours) war ein französischer Apologet, Exeget, Erzbischof von Tours und Kardinal.

## Leben
Meignan stammt aus einer Familie, in der mehrere Mitglieder während der Französischen Revolution verfolgt wurden. Er spürte eine Berufung, Priester zu werden, als er seine Studien am Lycée von Angers und in Château-Gontier abgeschlossen hatte. Daraufhin studierte er Philosophie im Seminar von Le Mans und wurde 1839 zum Subdiakon geweiht. er wechselte an das Collège de Tessé in der Diözese von Le Mans, wo er seine Studien fortsetzte und gleichzeitig in der Schule unterrichtete.
Abbé Bercy, ein Orientalist der in Le Mans und später in Tessé auf ihn aufmerksam wurde, gab ihm den Rat, seine Studien auf Exegese zu konzentrieren. Jean-Baptiste Bouvier weihte ihn am 14. Juni 1840 zum Priester und sandte ihn nach Paris, damit er sein Philosophiestudium bei Victor Cousin fortsetzte. Meignan machte die Bekanntschaft von Frédéric Ozanam, Charles de Montalembert und anderen, die ihn drängten, sein Studium in Deutschland zu ergänzen, um dem Bedarf nach Apologetik gerecht zu werden.
Daraufhin wurde er in München Schüler von Joseph Görres, Ignaz von Döllinger und Karl Joseph Hieronymus Windischmann; er vertiefte auch seine exegetischen Studien in Tübingen und besuchte Vorlesungen in Berlin bei August Neander, Ernst Wilhelm Hengstenberg und Friedrich Wilhelm Joseph Schelling.
Im oder bald nach dem Mai 1843 kehrte Meignan nach Paris zurück, wo er in den Klerus der Erzdiözese aufgenommen wurde. Er wurde Vikar an St-Jacques-du-Haut-Pas, musste aber bereits 1845 aus gesundheitlichen Gründen nach Rom. Er erholte sich schnell und konnte im März 1846 einen theologischen Doktortitel an Sapienza erwerben. Auch in Rom machte er die Bekanntschaft bedeutender Männer, die ihm mit Rat und Tat zur Seite standen. Zum Beispiel Giovanni Perrone, Olympe-Philippe Gerbet. Er hörte auch Vorlesungen bei Carlo Passaglia, Francis Xavier Patrizi und Augustin Theiner. Danach nahm er verschiedene akademische Positionen in der Erzdiözese von Paris ein und wurde 1861 Professor für Bibelwissenschaften an der Sorbonne. Georges Darboy ernannte ihn 1863 zum Generalvikar. 1864 folgte die Berufung als Bischof von Châlons, 1882 wurde er nach Arras versetzt und 1884 Erzbischof von Tours.
Beim Ersten Vatikanischen Konzil war er einer der Gegner des Unfehlbarkeits-Dogmas. Dennoch kreierte der Nachfolger Pius IX., Papst Leo XIII. Erzbischof Meignan im Konsistorium vom 20. Januar 1893 zum Kardinal und verlieh ihm Mitte Juni d. J. die Titelkirche Santa Trinità dei Monti. Der Kardinal starb drei Jahre nach seiner Erhebung zur Kardinalwürde in seiner Bischofsstadt Tours. Seine Beisetzung erfolgte in der Krypta der Basilika Saint-Martin de Tours.

## Werke
Er war einer der Hauptgegner von Ernest Renan und bemühte sich darum, auch Laien mit den zeitgenössischen theologischen Kontroversen vertraut zu machen und dabei den christlichen Standpunkt zu verdeutlichen. Seine Karriere als Apologet begann 1856 mit der Publikation des Werkes Les prophéties messianiques. Le Pentateuque (Paris). 1860 veröffentlichte er die M. Renan réfuté par les rationalistes allemands (Paris) und Les Evangiles et la critique au XIXe siècle (Paris); 1886 De l’irréligion systématique, ses influences actuelles (Paris); 1890 Salomon, son règne, ses écrits (Paris) und 1892 Les prophètes d’Israël et le Messie, depuis Daniel jusqu’à Jean-Baptiste (Paris).
Vor allem seine Bearbeitung der messianischen Prophetie geht über eine reine wörtliche Exegese hinaus und verbindet auch die kritischen Forschungen der historischen Ereignisse und Bedingungen. Aufgrund seiner Veröffentlichungen war er schweren Angriffen ausgesetzt.